# Zbigniew Waruszyński
Zbigniew Waruszyński pseud.: Dewajtis 2, Pasternak (ur. 22 marca 1915 w Monasterzyskach, zm. 28 grudnia 1987 w Wolverhampton) – podoficer Wojska Polskiego II RP, SZW-ZWZ, Armii Andersa, oficer Polskich Sił Zbrojnych na Zachodzie i Armii Krajowej, kapitan piechoty, cichociemny.

## Życiorys
Urodził się w wielodzietnej rodzinie Antoniego Waruszyńskiego. Do 1930 mieszkał w Tarnowie, a następnie w Krakowie, gdzie uczęszczał do I Gimnazjum in. Bartłomieja Nowodworskiego. Po powrocie rodziny do Monasterzysk kontynuował naukę w Państwowym Gimnazjum w Buczaczu, które ukończył w 1936 zdając egzamin dojrzałości.
W 1936 roku odbył 8-miesięczny kurs w Szkole Podchorążych Rezerwy Piechoty przy 48 pułku piechoty Strzelców Kresowych w Stanisławowie. W 1938 roku rozpoczął studia na Wydziale Prawa Uniwersytetu Jagiellońskiego. W 1939 roku został zmobilizowany do 49 Huculskiego Pułku Strzelców na stanowisko dowódcy plutonu przeciwpancernego. We wrześniu 1939 roku walczył ze swoim pułkiem na Podkarpaciu. Po 22 września zaangażował się w działalność konspiracyjną w rodzinnych stronach. Został zaprzysiężony w SZW-ZWZ.
Po aresztowaniu przez NKWD 15 lutego 1940 roku został wywieziony do więzienia w Tarnopolu, a następnie do obozu w Starobielsku, później na Kołymę (łagry Nachodka i Magadan) i do gułagu Duskania. Zwolniony po podpisaniu układu Sikorski-Majski dotarł w styczniu 1942 roku do Kermine, gdzie otrzymał przydział do 23 pułku piechoty, z którym wyszedł do Iranu, a następnie Palestyny.
Zgłosił się do służby w kraju. Został przerzucony do bazy nr 10 w Ostuni we Włoszech, gdzie przeszedł szkolenie ze specjalnością w dywersji. Został zaprzysiężony 14 lutego 1944 roku. Zrzutu dokonano w nocy z 12 na 13 maja 1944 roku w ramach operacji „Weller 29” dowodzonej przez mjra naw. Eugeniusza Arciuszkiewicza (zrzut na placówkę „Kos” położoną koło wsi Wierzbno). Razem z nim skakał m.in. płk Leopold Okulicki. Po aklimatyzacji dostał przydział do sztabu Kedywu Okręgu Kraków AK na stanowisko oficera dyspozycyjnego, później został dowódcą plutonu i zastępcą dowódcy 2 kompanii „Błyskawica” Samodzielnego Batalionu Partyzanckiego „Skała”. Brał udział w akcjach m.in.:
- przygotowywania do (nieudanego) zamachu na Wilhelma Koppego (11 lipca 1944 roku),
- bitwa o Zaryszyn (30 sierpnia 1944 roku),
- bitwa pod Złotym Potokiem (11 września 1944 roku).

W listopadzie objął stanowisko inspektora dywersji. Jednocześnie był redaktorem podziemnego tygodnia „Gniazdo Oporu” (w Boronicach).
Po wkroczeniu Armii Czerwonej pozostał w konspiracji, zajmując się przerzutem osób zagrożonych aresztowaniem na teren Śląska. We wrześniu 1945 roku wyjechał do Austrii, a następnie wstąpił do 2 Korpusu Polskiego z przydziałem do 7 pułku artylerii przeciwpancernej na stanowisko oficera ideowo-wychowawczego. W październiku 1946 roku podjął pracę w PKPR w Wielkiej Brytanii, z którego został zdemobilizowany 21 marca 1949 roku.
Pracował jako robotnik w fabryce włókienniczej w Macelesfield (1949–1951), następnie w Wolverhampton Goodyear (1951–1961) i w stalowni, do 1980 roku, kiedy przeszedł na emeryturę. Działał w Stowarzyszeniu Polskich Kombatantów w Wielkiej Brytanii i w organizacjach polonijnych.

## Awanse
- plutonowy podchorąży – 1939
- podporucznik – 1 lutego 1943 roku
- porucznik – 13 sierpnia 1944 roku
- kapitan – 11 listopada 1944 roku.

## Odznaczenia
- Krzyż Srebrny Orderu Wojennego Virtuti Militari
- Srebrny Krzyż Zasługi z Mieczami
- Medal za Odwagę w Sprawie Wolności (Wielka Brytania).

## Upamiętnienie
W 1993 roku w Wierzbnie, gdzie lądował jako cichociemny, odsłonięto pamiątkową tablicę i pomnik.

## Życie rodzinne
Był synem Antoniego, instruktora tytoniowego, i Domicelli z domu Jarzębskiej. W 1945 roku ożenił się z Władysławą Dudzik (ur. w 1922 roku). Mieli trzech synów: Wojciecha (ur. w 1947 roku), Grzegorza (ur. w 1953 roku) i Andrzeja (ur. w 1954 roku).